# Pablo Orlietti
Pablo Orlietti (Córdoba, Argentina, 17 de enero de 1990) es un baloncestista profesional que se desempeña en la posición de pívot.

## Carrera
Orlietti se formó en la cantera de Atenas, haciendo su debut con el equipo profesional a muy temprana edad un 3 de febrero de 2006 en un duelo ante Gimnasia y Esgrima de Comodoro Rivadavia enmarcado en la segunda fase de la temporada 2005-06 de la LNB.
Formó parte del plantel de Atenas que se consagró campeón de la temporada 2008-09, aunque en esa oportunidad sólo disputó 7 partidos con escasos minutos de juego. Recién al año siguiente se convirtió en parte de la rotación del equipo, y, en su última temporada, ganó más protagonismo tras la salida de Diego Osella del plantel. Fue relevante su aporte en la conquista del Torneo Súper 8 2010. 
A mediados de 2011 terminó su vinculación con Atenas y se unió al Club Sportivo 9 de Julio de la ciudad de Río Tercero, donde jugó 46 partidos con una media de 4,5 puntos y 3 rebotes en 16 minutos de promedio en la temporada 2011-12.
Al año siguiente Orlietti fichó como sustituto de Alejandro Reinick. Estuvo tres temporadas en el equipo patagónico, alcanzando el subcampeonato de la LNB en su último año en el club. 
Su siguiente experiencia fue en La Unión de Formosa, entre 2015 y 2017. En su primer año los formoseños también obtuvieron el título de subcampeones al caer en las finales ante San Lorenzo. 
Orlietti jugó en la temporada 2017-18 en Ferro de General Pico, un equipo que militaba en el Torneo Federal de Básquetbol. Ello implicó para el jugador el dejar la máxima categoría del baloncesto profesional argentino para actuar en la tercera división del país. Aunque su año fue irregular debido a las lesiones que lo afectaron, en julio de 2018 fichó con San Martín de Corrientes. Sin embargo, en diciembre de ese año y luego de haber disputado el Torneo Súper 20, Orlietti fue cortado del plantel, motivo por el cual regresó a Ferro de General Pico, formando una dupla ofensiva con Diego Alba. En el equipo pampeano jugó regularmente hasta el retiro de Alba en el segundo semestre de 2021, pasando luego a la inactividad por varios meses hasta su reaparición a fines de 2022.

## Selección nacional
Orlietti fue muy activo en los seleccionados juveniles de baloncesto de Argentina. 
Fue parte del equipo que conquistó el Campeonato Sudamericano de Baloncesto Sub-16 de 2005 en la ciudad uruguaya de Piriápolis y del que terminó segundo en el Campeonato FIBA Américas Sub-18 de 2006 en la ciudad estadounidense de San Antonio. En ambos torneos participó teniendo una edad menor a la máxima permitida.
Posteriormente se integró a una camada de jóvenes jugadores argentinos que terminó segunda en el Campeonato Sudamericano de Baloncesto Sub-16 de 2006, cuarta en la Copa Saludcoop 2006, primera en el Campeonato Sudamericano de Baloncesto Sub-17 de 2007, y en el Campeonato FIBA Américas Sub-18 de 2008.
El pívot también disputó dos mundiales juveniles (2007 y 2009)  y el Torneo Albert Schweitzer de 2008.
En 2010 integró el seleccionado denominado Argentina Proyección 2014-2018, creado para darle rodaje internacional a los jugadores que debían ser los sucesores de la Generación Dorada. Con ese equipo, dirigido por Nicolás Casalánguida, disputó una serie de partidos amistosos en China y Australia.
Orlietti fue miembro del plantel albiceleste que obtuvo la medalla de oro en el torneo de baloncesto masculino de los Juegos Suramericanos de 2014, jugando a la par de Facundo Campazzo, Marcos Delia y Selem Safar entre otros.

## Palmarés

### Campeonato Nacionales
| Título                   | Club   | País      | Año     |
| ------------------------ | ------ | --------- | ------- |
| Liga Nacional de Básquet | Atenas | Argentina | 2008-09 |
| Torneo Súper 8           | Atenas | Argentina | 2010    |